# Ctenophilus nesiotes
Ctenophilus nesiotes är en mångfotingart som först beskrevs av Chamberlin R. 1918.  Ctenophilus nesiotes ingår i släktet Ctenophilus och familjen småjordkrypare.
Artens utbredningsområde är Haiti. Inga underarter finns listade i Catalogue of Life.